# Microvilus
Microvilii (singular: microvil) sunt proeminențe microscopice ale membranei celulare care măresc suprafața de difuzie și minimizează orice creștere a volumului  și sunt implicate într-o mare varietate de funcții, inclusiv absorbție, secreție, aderență celulară și mecanotransducție.

## Structura
Microvilii sunt acoperiti de membrană plasmatică, care cuprinde citoplasmă și microfilamente. Deși acestea sunt extensii celulare, există puține organite celulare prezente în microvilozități.
Fiecare microvil are un mănunchi dens de filamente de actină reticulate, care servește drept miez structural. 20 până la 30 de filamente de actină strâns legate sunt reticulate prin gruparea proteinelor fimbrină (sau plastina-1), villină și espin pentru a forma miezul microvilozităților.

Spațiul dintre microvilii de la suprafața unei celule se numește spațiu intermicrovilos. Spațiul intermicrovilos crește odată cu activitatea contractilă a miozinei II și a tropomiozinei și scade atunci când contracția încetează.

### Localizare
Mii de microvilozități formează o structură numită marginea periei care se găsește pe suprafața apicală a unor celule epiteliale, cum ar fi intestinul subțire. (Microvilozitățile nu trebuie confundate cu vilozitățile intestinale, care sunt formate din multe celule. Fiecare dintre aceste celule are multe microvilozități.) Microvilozitățile sunt observate pe suprafața plasmatică a ouălor, ajutând la ancorarea celulelor spermatozoizilor care au pătruns în stratul extracelular al ovulelor. Agruparea microtubulilor alungiți în jurul unui spermatozoid permite ca acesta să fie atras mai aproape și ținut ferm, astfel încât să se poată produce fuziunea. Sunt obiecte mari care măresc suprafața de absorbție.
Microvilii sunt, de asemenea, importanti pe suprafața celulelor celulelor albe din sânge, deoarece ajută la migrarea lor.

### Relația cu celula
După cum a fost menționat, microvilii se formează ca extensii celulare de la suprafața membranei plasmatice.
Filamentele de actină, prezente în citosol, sunt cele mai abundente lângă suprafața celulei. Se crede că aceste filamente determină forma și mișcarea membranei plasmatice.
Nuclearea fibrelor de actină are loc ca răspuns la stimuli externi, permițând unei celule să-și modifice forma pentru a se potrivi unei anumite situații.
Acest lucru ar putea explica uniformitatea microvililor, care se observă a fi de lungime și diametru egale. Acest proces de nucleare are loc de la capătul minus, permițând creșterea rapidă de la capătul plus.
Deși lungimea și compoziția microvililor sunt consistente într-un anumit grup de celule omogene, acestea pot diferi ușor într-o parte diferită a aceluiași organism.

## Funcție
Microvilii funcționează ca suprafață primară de absorbție a nutrienților în tractul gastrointestinal. Datorită acestei funcții vitale, membrana microvilară este plină de enzime care ajută la descompunerea nutrienților complecși în compuși mai simpli care sunt mai ușor de absorbit. De exemplu, enzimele care digeră carbohidrații numite glicozidaze sunt prezente în concentrații mari pe suprafața microvilozităților enterocitelor. Astfel, microvilii nu numai că măresc suprafața celulară pentru absorbție, dar cresc și numărul de enzime digestive care pot fi prezente pe suprafața celulei. Microvilii sunt, de asemenea, prezenți pe celulele imune, permițând celulelor imune să simtă caracteristicile de pe suprafața agenților patogeni și a altor celule prezentatoare de antigen. 